# ФИБА Африка
ФИБА Африка (енгл. FIBA Africa) је зона унутар Међународне кошаркашке федерације (ФИБА)  и она је организација која представља административни и контролни орган кошарке у Африци. Организацију чине 54 национална савеза.

## Зоне
Извршена је подела, 54. нације у 7. зона:
1. Зона 1: Магреб (4)
2. Зона 2: Северозападна Африка (8)
3. Зона 3: Југозападна Африка (8)
4. Зона 4: Средња Африка (8)
5. Зона 5: Источна Африка (11)
6. Зона 6: Јужна Африка (10)
7. Зона 7: Индијски океан (5)

## Национални тимови
| Држава                     | Позиција (Авг 2016.)                          | Савез                                                                     | Члан Фибе |        |
| Зона 1                     | Зона 1                                        | Зона 1                                                                    | Зона 1    | Зона 1 |
| -------------------------- | --------------------------------------------- | ------------------------------------------------------------------------- | --------- | ------ |
| Алжир                      | 068 Архивирано на веб-сајту (5. август 2017)  | Кошаркашки савез Алжира – FABB                                            | 1963.     |        |
| Либија                     | 079 Архивирано на веб-сајту (22. јул 2017)    | Кошаркашки савез Либије – LBF                                             | 1961.     |        |
| Мароко                     | 060                                           | Кошаркашки савез Марока – FRMBB                                           | 1936.     |        |
| Тунис                      | 021 Архивирано на веб-сајту (20. јул 2017)    | Кошаркашки савез Туниса – FTBB                                            | 1956.     |        |
| Зона 2                     |                                               |                                                                           |           |        |
| Зеленортска Острва         | 063 Архивирано на веб-сајту (8. август 2017)  | Кошаркашки савез Зеленортских Острва – FCBB                               | 1988.     |        |
| Гамбија                    | – Архивирано на веб-сајту (20. јул 2017)      | Кошаркашки савез Гамбије – GBA                                            | 1972.     |        |
| Гвинеја Бисао              | – Архивирано на веб-сајту (20. јул 2017)      | Кошаркашки савез Гвинеје Бисао– FBGB                                      | 1994.     |        |
| Гвинеја                    | – Архивирано на веб-сајту (21. јул 2017)      | Кошаркашки савез Гвинеје – FEGUIBA                                        | 1962.     |        |
| Мали                       | 057 Архивирано на веб-сајту (22. јул 2017)    | Кошаркашки савез Малија – FMBB                                            | 1961      |        |
| Мауританија                | – Архивирано на веб-сајту (23. јул 2017)      | Кошаркашки савез Мауританије – FBBRIM                                     | 1964.     |        |
| Сенегал                    | 031 Архивирано на веб-сајту (9. август 2017)  | Кошаркашки савез Сенегала – FSBB                                          | 1962.     |        |
| Сијера Леоне               | – Архивирано на веб-сајту (20. јул 2017)      | Кошаркашки савез Сијере Леоне – SLNBF                                     | 1991.     |        |
| Зона 3                     |                                               |                                                                           |           |        |
| Бенин                      | – Архивирано на веб-сајту (22. јул 2017)      | Кошаркашки савез Бенина – FBB                                             | 1962.     |        |
| Буркина Фасо               | 091 Архивирано на веб-сајту (9. август 2017)  | Кошаркашки савез Буркине Фасо – FEBBA                                     | 1964.     |        |
| Обала Слоноваче            | 040 Архивирано на веб-сајту (22. јул 2017)    | Кошаркашки савез Обале Слоноваче – FIBB                                   | 1961.     |        |
| Гана                       | – Архивирано на веб-сајту (20. јул 2017)      | Кошаркашки савез Гане – GBBA                                              | 1962.     |        |
| Либерија                   | – Архивирано на веб-сајту (22. јул 2017)      | Кошаркашки савез Либерије – LBF                                           | 1964.     |        |
| Нигер                      | – Архивирано на веб-сајту (20. јул 2017)      | Кошаркашки савез Нигера – FENIBASKET                                      | 1963.     |        |
| Нигерија                   | 016 Архивирано на веб-сајту (30. јул 2017)    | Кошаркашки савез Нигерије – NBBF                                          | 1964.     |        |
| Того                       | 091 Архивирано на веб-сајту (21. јул 2017)    | Кошаркашки савез Тога – FTBB                                              | 1963.     |        |
| Зона 4                     |                                               |                                                                           |           |        |
| Камерун                    | 052 Архивирано на веб-сајту (5. август 2017)  | Кошаркашки савез Камеруна – FECABASKET                                    | 1965.     |        |
| Централноафричка Република | 057 Архивирано на веб-сајту (20. јул 2017)    | Кошаркашки савез Централноафричке Републике – FCBB                        | 1963.     |        |
| Чад                        | 089 Архивирано на веб-сајту (8. август 2017)  | Кошаркашки савез Чада – FTBB                                              | 1963.     |        |
| Конго                      | 079 Архивирано на веб-сајту (20. јул 2017)    | Кошаркашки савез Конга – FECOKET                                          | 1962.     |        |
| ДР Конго                   | – Архивирано на веб-сајту (20. јул 2017)      | Кошаркашки савез ДР Конга – FEBACO                                        | 1963.     |        |
| Екваторијална Гвинеја      | – Архивирано на веб-сајту (20. јул 2017)      | Кошаркашки савез Екваторијалне Гвинеје – FEGUIBASKET                      | 1994.     |        |
| Габон                      | 076 Архивирано на веб-сајту (5. август 2017)  | Кошаркашки савез Габона – FEGABAB                                         | 1965.     |        |
| Сао Томе и Принсипе        | – Архивирано на веб-сајту (20. јул 2017)      | Кошаркашки савез Сао Томе и Принсипеа - FSB                               | 1983.     |        |
| Зона 5                     |                                               |                                                                           |           |        |
| Бурунди                    | – Архивирано на веб-сајту (20. јул 2017)      | Кошаркашки савез Бурундија – FEBABU                                       | 1994.     |        |
| Египат                     | 041 Архивирано на веб-сајту (13. јул 2017)    | Кошаркашки савез Египта – EBBFED                                          | 1934.     |        |
| Еритреја                   | – Архивирано на веб-сајту (21. јул 2017)      | Кошаркашки савез Еритреје – ENBF                                          | 1997.     |        |
| Етиопија                   | – Архивирано на веб-сајту (20. јул 2017)      | Кошаркашки савез Етиопије – EBBF                                          | 1949.     |        |
| Кенија                     | – Архивирано на веб-сајту (9. август 2017)    | Кошаркашки савез Кеније – KBF                                             | 1965.     |        |
| Руанда                     | 064 Архивирано на веб-сајту (5. август 2017)  | Кошаркашки савез Руанде – FERWABA                                         | 1977.     |        |
| Сомалија                   | – Архивирано на веб-сајту (20. јул 2017)      | Кошаркашки савез Сомалије – SBF                                           | 1960.     |        |
| Судан                      | – Архивирано на веб-сајту (20. јул 2017)      | Кошаркашки савез Судана – SBB                                             | 1953.     |        |
| Јужни Судан                | – Архивирано на веб-сајту (9. август 2017)    | Кошаркашки савез Јужног Судана – SSBF                                     | 2013.     |        |
| Танзанија                  | – Архивирано на веб-сајту (8. август 2017)    | Кошаркашки савез Танзаније – TBF                                          | 1968.     |        |
| Уганда                     | 089 Архивирано на веб-сајту (13. јул 2017)    | Кошаркашки савез Уганде – FUBA                                            | 1963.     |        |
| Зона 6                     |                                               |                                                                           |           |        |
| Ангола                     | 023 Архивирано на веб-сајту (5. август 2017)  | Кошаркашки савез Анголе – FAB Архивирано на веб-сајту (29. децембар 2021) | 1979.     |        |
| Боцвана                    | – Архивирано на веб-сајту (20. јул 2017)      | Кошаркашки савез Босване – BBA                                            | 1997.     |        |
| Есватини                   | – Архивирано на веб-сајту (20. јул 2017)      | Кошаркашки савез Свазиленда – ENBA                                        | 2000.     |        |
| Лесото                     | – Архивирано на веб-сајту (20. јул 2017)      | Кошаркашки савез Лесота– LBA                                              | 1997.     |        |
| Малави                     | – Архивирано на веб-сајту (20. јул 2017)      | Кошаркашки савез Малавија – BASMAL                                        | 1988.     |        |
| Мозамбик                   | 061 Архивирано на веб-сајту (13. август 2017) | Кошаркашки савез Мозамбика – FMB                                          | 1978.     |        |
| Намибија                   | – Архивирано на веб-сајту (8. август 2017)    | Кошаркашки савез Намибије – NBF                                           | 1995.     |        |
| Јужна Африка               | 077 Архивирано на веб-сајту (9. август 2017)  | Кошаркашки савез Јужноафричке Републике – BSA                             | 1992.     |        |
| Замбија                    | – Архивирано на веб-сајту (20. јул 2017)      | Zambia Basketball Association – ZBA                                       | 1962.     |        |
| Зимбабве                   | 091 Архивирано на веб-сајту (5. август 2017)  | Кошаркашки савез Зимбабвеа – BUZ                                          | 1962.     |        |
| Зона 7                     |                                               |                                                                           |           |        |
| Комори                     | – Архивирано на веб-сајту (20. јул 2017)      | Кошаркашки савез Комора – FCBB                                            | 1995.     |        |
| Џибути                     | – Архивирано на веб-сајту (27. јул 2017)      | Кошаркашки савез Џибутија – FDBB                                          | 1979.     |        |
| Мадагаскар                 | 082 Архивирано на веб-сајту (17. јул 2017)    | Кошаркашки савез Мадагаскара – FMBB                                       | 1963.     |        |
| Маурицијус                 | – Архивирано на веб-сајту (5. август 2017)    | Кошаркашки савез Маурицијуса – FMBB                                       | 1959.     |        |
| Сејшели                    | – Архивирано на веб-сајту (9. август 2017)    | Кошаркашки савез Сејшела – SBF                                            | 1979.     |        |